# Augustin Popelka
Augustin Popelka, též Augustin rytíř Popelka, (25. dubna 1854 Brno – 22. května 1938 Brno) byl český a československý právník a politik, za první republiky ministr spravedlnosti ČSR a první předseda československého Nejvyššího soudu.

## Biografie
Jeho otcem byl Adolf rytíř Popelka, soudní rada vídeňského Nejvyššího soudu. V letech 1871–1875 vystudoval práva na Vídeňské univerzitě. Od roku 1876 pracoval v Brně u finanční prokuratury a po roce 1883 působil tamtéž jako advokát. V polovině roku 1886 se v Praze oženil s divadelní herečkou Ludvikou Rottovou. Od roku 1898 byl členem Správního soudního dvora ve Vídni a od roku 1911 (podle jiného zdroje od roku 1912) byl předsedou tamního soudního senátu, redigoval také sbírku jeho rozhodnutí (tzv. Budwińského sbírka). Roku 1899 byl též zvolen členem Státního soudního dvora. Profiloval se jako odborník na jazykové a menšinové právo, patřil k českým právním autoritám.
V září 1920 se Augustin Popelka stal ministrem spravedlnosti v československé úřednické první vládě Jana Černého, na tomto postu setrval do září 1921. Současně ale byl už od roku 1918 prvním prezidentem (předsedou) Nejvyššího soudu. V této funkci vydal mj. stanovisko, že pro cizí státní příslušníky neplatí jazyková práva československých národnostních menšin, a toto stanovisko prosadil i přes odpor tehdejšího ministra spravedlnosti Roberta Mayr-Hartinga. Na odpočinek odešel koncem roku 1930, nahradil jej Vladimír Fajnor. Zemřel roku 1938 v Brně a byl pohřben na městském Ústředním hřbitově.